# SonicFox
SonicFox (настоящее имя — До́миник Макли́н, англ. Dominique McLean, род. 2 марта 1998 года, Таунсенд, Делавэр, США) — американский киберспортсмен, профессиональный игрок в файтинги. Восьмикратный чемпион Evolution Championship Series, двукратный чемпион мира по Injustice 2, чемпион мира по Mortal Kombat 11 и самый финансово успешный игрок в файтинги (карьерный заработок — свыше 675 000 долларов США). SonicFox является киберспортсменом года по версии The Game Awards 2018, а также входит в список Forbes 30 Under 30 2020 года в категории для игроков.
Маклин является открытым геем и небинарным человеком. Также SonicFox — член фурри-фэндома и известен тем, что выступает на соревнованиях в фурри-костюме.

## Биография
Родной город Доминика Маклина — Таунсенд, Делавэр, США. Маклин заинтересовывается играми с самого раннего детства благодаря своему брату, с которым играет в Tekken 3 уже в возрасте трёх лет. В возрасте 10—11 лет Доминик придумывает свою фурсону, лису синего цвета, и с 16 лет начинает использовать этот образ на турнирах, выступая в костюме. Ник Доминика — Sonic Fox — отсылает к этой фурсоне. В 2011 году, в возрасте 13 лет, SonicFox выступает на своём первом турнире по Mortal Kombat. По состоянию на 2018 год, Доминик является студентом Нью-Йоркского технологического института.
В 2014 году, в возрасте 16 лет, SonicFox одерживает свою первую победу на Evolution Championship Series в дисциплине Injustice: Gods Among Us со счётом 6:0.
За последующие два года Доминик завоёвывает ещё два трофея на EVO, на этот раз в дисциплине Mortal Kombat X и выступая в фурри-костюме. По данным News.com.au, к декабрю 2015 года SonicFox зарабатывает 150 000 долларов всего за две недели на турнирах по Mortal Kombat, а также не проигрывает ни одного турнира на протяжении 18 месяцев. В свободное от выступления на турнирах время, Доминик осваивает другие файтинг-игры, такие как Skullgirls и Dead or Alive, где также становится одним из лучших игроков.
В мае 2017 года SonicFox принимает участие в Combo Breaker 2017, где занимает первое место в дисциплине Injustice 2 и третье — в дисциплине Mortal Kombat XL. Спустя месяц Маклин занимает третье место по Injustice 2 на турнире Community Effort Orlando 2017. Далее Доминик едет на Evolution Championship Series 2017, однако получает пищевое отравление за два дня до турнира, что мешает успешному выступлению. По итогам турнира SonicFox занимает пятое место в дисциплине Injustice 2, но, в свете сложившихся обстоятельств, считает своё выступление успешным. Благодаря успехам в Injustice 2, Доминик попадает на чемпионат мира по этой игре, Injustice 2 Pro Series Grand Final, где становится чемпионом.
В начале 2018 года выходит игра Dragon Ball FighterZ, которой Доминик заинтересовывается. Благодаря усиленным тренировкам, SonicFox одерживает победу в Dragon Ball FighterZ на Evolution Championship Series 2018, переигрывая в финале Гоити «GO1» Кисиду, считавшегося лучшим игроком в мире в этой дисциплине. В том же году Маклин подтверждает свой титул чемпиона по Injustice 2, выигрывая второй Injustice 2 Pro Series подряд благодаря победе над Картисом «Rewind» Макколом со счётом 3:1 в финале. После победы Доминик жертвует 10 000 долларов (из выигранных 40 000) своему оппоненту, нуждавшемуся в деньгах на лечение своего отца, больного раком. SonicFox становится киберспортсменом 2018 года по версии The Game Awards.
В марте 2020 года, после расформирования прежней команды, Echo Fox, Доминик Маклин присоединяется к команде Evil Geniuses: «Evil Geniuses выступают за жизнь вне норм и защиту тех, у кого нет голоса. Это воплощение моих идей. Посмотрим, чего мы сможем добиться вместе». В том же году SonicFox становится чемпионом мира по Mortal Kombat 11, одерживая победу на Final Kombat 2020.
В 2020 году разразился сексуальный скандал вокруг организатора EVO, Джои Куэльяра. Узнав об этом, Доминик Маклин одним из первых объявляет о выходе из турнира. Впоследствии примеру Доминика последовали и другие киберспортсмены, а также такие крупные компании, как Capcom, NetherRealm и Bandai Namco, в результате чего турнир Evolution Championship Series 2020 был отменён.

## Стиль игры
SonicFox считает своей основной стратегией опору на нескольких персонажей сразу, благодаря чему Доминик всегда имеет выбор, за кого играть, и не испытывает трудностей там, где другие спортсмены могут их испытывать.

## Признание
SonicFox является самым финансово успешным профессиональным игроком в файтинги, карьерный заработок Доминика превышает 675 000 долларов США. Маклин является киберспортсменом года по версии The Game Awards 2018, а также входит в список 30 Under 30 2020: Games журнала Forbes.
В 2020 году в игру Skullgirls был добавлен второстепенный персонаж, посвящённый SonicFox.

## Личная жизнь
Доминик Маклин является открытым геем и небинарным человеком: «мне всегда нравились вещи, которые обычно считаются „не маскулинными“. Я всегда рассматривал себя наполовину маскулинным, наполовину женственным». Доминик просит использовать в свой адрес местоимение singular they (с англ. — «они»).

## Достижения
- Evolution Championship Series 2014[англ.] (Injustice: Gods Among Us, 1 место)[1]
- Evolution Championship Series 2015[англ.] (Mortal Kombat X, 1 место)[1]
- Evolution Championship Series 2016[англ.] (Mortal Kombat XL, 1 место)[1]
- Combo Breaker 2017[англ.] (Injustice 2, 1 место)[2]
- Injustice 2 Pro Series Grand Final 2017 (1 место)[7]
- Evolution Championship Series 2018[англ.] (Dragon Ball FighterZ, 1 место)[1]
- Injustice 2 Pro Series Grand Final 2018 (1 место)[7]
- Evolution Championship Series 2019[англ.] (Mortal Kombat 11, 1 место)
- Final Kombat 2020 (Mortal Kombat 11, 1 место)[12]